# Docosia dentata
Docosia dentata (лат.) — вид грибных комаров рода Docosia из подсемейства Leiinae. Словакия.

## Описание
Длина крыла от 4,2 мм. Голова черновато-коричневая с многочисленными бледными волосками. Три глазка, боковые из которых почти касаются составных глаз, отделены от краев глаз собственного диаметра. Клипеус черноватый, с бледными волосками. Ротовые органы светло-коричневые. Пальпы коричневато-жёлтые, базально и апикально более тёмные. Скапус, педицель и все жгутик темно-коричневые. Флагелломеры цилиндрические, членики с 1 по 7 примерно в два раза длиннее ширины, вершинные членики (с 8 по 14) слегка конические, в три раза длиннее ширины. Все части груди черновато-коричневые. Все щетинки и волоски желтовато-белые. Щитик с несколькими маргинальными и субмаргинальными бледными щетинками и многочисленными волосками. Антепронотум и проэпистернум с бледными щетинками и короткими темными волосками. Верхняя часть антепронотума с бледной щетинкой, доходящей до глазка. Латеротергит и другие плевральные части голые. Халтерия бледно-желтая. Все тазики ног полностью жёлтые. Бёдра жёлтые, заднее бедро коричневатое только вокруг вершины. Все вертлуги черновато-коричневые. Голени и лапки жёлтые, тарзальные сегменты кажутся коричневатыми из-за густых волосков. Передняя голень апикомедиально с полукруглым большеберцовым органом (переднеапикальная вдавленная область), без сильных волосков, только густо покрыта мелкими волосками. Средняя голень с 5 передними, 4 дорсальными, 3 передневентральными и 56 задними волосками. Задняя голень с 16 передними, 12 дорсальными, 5 передневентральными и 6 задними волосками.
По молекулярным данным близок к видам Docosia muranica и Docosia lastovkai.